# Трам (Лауэнбург)
Трам (нем. Tramm) — община в Германии, в земле Шлезвиг-Гольштейн.
Входит в состав района Герцогство Лауэнбург. Подчиняется управлению Брайтенфельде. Население составляет 341 человек (на 31 декабря 2010 года). Занимает площадь 6,75 км².